# Ronde van de Algarve 1999
De Ronde van de Algarve 1999 (Portugees: Volta ao Algarve 1999) werd gehouden van 10 maart tot en met 14 maart in het zuiden van Portugal. Het was de 25ste editie van deze rittenkoers. De ronde wordt sinds 1960 georganiseerd. Titelverdediger was de Tsjech Tomáš Konečný, die ditmaal niet verder kwam dan de dertiende plaats in het eindklassement, met een achterstand van 1 minuut en 24 seconden op eindwinnaar Melchor Mauri.

## Etappe-overzicht
| etappe | datum    | start                | finish       | afstand       | winnaar            | klassementsleider |
| ------ | -------- | -------------------- | ------------ | ------------- | ------------------ | ----------------- |
| 1e     | 10 maart | Santo António        | Castro Marim | 173.0 km      | Cândido Barbosa    | Cândido Barbosa   |
| 2e     | 11 maart | São Brás de Alportel | Tavira       | 135.0 km      | Cândido Barbosa    | Cândido Barbosa   |
| 3e     | 12 maart | Tavira               | Fóia         | 169.0 km      | Andreas Klöden     | Cândido Barbosa   |
| 4e     | 13 maart | Albufeira            | Albufeira    | 12.8 km (ITT) | Melchor Mauri      | Melchor Mauri     |
| 5e     | 14 maart | Foure                | Loulé        | 113.0 km      | Saulius Šarkauskas | Melchor Mauri     |

## Etappe-uitslagen

### 1e etappe
| Vila Real de Santo António – Castro Marim (173 km) |                 |                        |          |
| Plaats                                             | Naam            | Ploeg                  | Tijd     |
| Winnaar                                            | Cândido Barbosa | Banesto                | 4u19'54" |
| 2                                                  | Manuel Sanromà  | Fuenlabrada            | z.t.     |
| 3                                                  | Manuel Liberato | Porta Ravessa-Milaneza | z.t.     |

### 2e etappe
| São Brás de Alportel – Tavira (135 km) |                 |                  |          |
| Plaats                                 | Naam            | Ploeg            | Tijd     |
| Winnaar                                | Cândido Barbosa | Banesto          | 3u28'09" |
| 2                                      | Nuño Marta      | Maia-CIN         | z.t.     |
| 3                                      | Fred Rodriguez  | Mapei-Quick Step | z.t.     |

### 3e etappe
| Tavira – Fóia (169 km) |                   |                       |          |
| Plaats                 | Naam              | Ploeg                 | Tijd     |
| Winnaar                | Andreas Klöden    | Team Deutsche Telekom | 4u19'20" |
| 2                      | Rinaldo Nocentini | Mapei-Quick Step      | +00' 11" |
| 3                      | Joeri Soerkov     | LA-Pecol              | +00' 14" |

### 4e etappe
| Albufeira – Albufeira (individuele tijdrit over 12.8 km) |                 |                       |          |
| Plaats                                                   | Naam            | Ploeg                 | Tijd     |
| Winnaar                                                  | Melchor Mauri   | Benfica               | 0h15'55" |
| 2                                                        | Andreas Klöden  | Team Deutsche Telekom | +00' 08" |
| 3                                                        | Cândido Barbosa | Banesto               | +00' 25" |

### 5e etappe
| Foure – Loulé (218 km) |                    |                  |          |
| Plaats                 | Naam               | Ploeg            | Tijd     |
| Winnaar                | Saulius Šarkauskas | LA-Pecol         | 5u13'53" |
| 2                      | Fred Rodriguez     | Mapei-Quick Step | z.t.     |
| 3                      | Tomáš Konečný      | Wüstenrot-ZVVZ   | z.t.     |

## Eindklassementen
| Plaats    | Naam                | Ploeg                  | Tijd      |
| --------- | ------------------- | ---------------------- | --------- |
| Gele trui | Melchor Mauri       | Benfica                | 17u37'18" |
| 2         | Cândido Barbosa     | Banesto                | + 00' 09" |
| 3         | David Plaza         | Benfica                | + 00' 40" |
| 4         | Joaquim Gomes       | LA-Pecol               | + 00' 56" |
| 5         | Fred Rodriguez      | Mapei-Quick Step       | + 00' 57" |
| 6         | Vitor-Manuel Gamito | Porta Ravessa-Milaneza | z.t.      |
| 7         | José Vicente García | Banesto                | + 01' 06" |
| 8         | Rui Lavarinhas      | Maia-CIN               | + 01' 09" |
| 9         | Delmino Pereira     | Recer-Boavista         | + 01' 10" |
| 10        | José Azevedo        | Maia-CIN               | + 01' 17" |

| Plaats      | Naam            | Ploeg   | Punten |
| ----------- | --------------- | ------- | ------ |
| Groene trui | Cândido Barbosa | Banesto |        |
| 2           |                 |         |        |
| 3           |                 |         |        |

| Plaats    | Naam          | Ploeg    | Punten |
| --------- | ------------- | -------- | ------ |
| Rode trui | Joeri Soerkov | LA-Pecol |        |
| 2         |               |          |        |
| 3         |               |          |        |

1960 · 1961 · 1962-1976 · 1977 · 1978 · 1979 · 1980 · 1981 · 1982 · 1983 · 1984 · 1985 · 1986 · 1987 · 1988 · 1989 · 1990 · 1991 · 1992 · 1993 · 1994 · 1995 · 1996 · 1997 · 1998 · 1999 · 2000 · 2001 · 2002 · 2003 · 2004 · 2005 · 2006 · 2007 · 2008 · 2009 · 2010 · 2011 · 2012 · 2013 · 2014 · 2015 · 2016 · 2017 · 2018 · 2019 · 2020 · 2021 · 2022 · 2023 · 2024 · 2025